# 조선대성총회사
조선 대성 총회사 혹은 대성 총무역 회사는 조선민주주의인민공화국의 무역회사이자 39호실 전용 무역회사이다.

## 개요
조선대성총회사는 현재 39호실이자 조선로동당 전용 무역회사로써 현재 여기에 관련된 모든 무역회사는 모든 물품이나 혹은 서비스업 거래와 관련된 회사로 특히 조선대성은행과 대성 백화점 그리고 탄광 등 많은 관련된 종합적으로 발전한 물품들을 판매하거나 혹은 위탁하는 사업을 전개하고 있다.
그만큼 현재 조선봉화총회사나 혹은 조선부강회사와 같이 무역회사들은 현재 서비스 사업이나 혹은 마이크로프로세서를 입수하여 마이크로프로세서를 설계를 하는데 참조를 하고 있다. 
특히 송이 버섯이나 해산물 등 그러한 판매를 하는 곳도 대부분 조선대성총회사가 관할을 하고 있으며 특히 평균 매출은 연간 3억 달러의 매출을 달성하고 있으며 최대 60억 달러까지도 가능하다.

## 무역법 3차 분권화 사업[1]
조선민주주의인민공화국은 1997년 개정 헌법에 근거한 1999년의 1차 개정을 거쳐 2002년에 마련한 7.1 경제개혁조치의 실리와 분권화 정책을 적극 반영하여 대폭 개정한 2004년 현행 무역법이 시행되고 있다.
조선민주주의인민공화국 무역법의 특징은 대외무역에 대한 계획 기능과 시장 기능의 균형으로 요약할 수 있으며 국가 즉 내각의 무역상의 통일적 지도아래 기관, 기업소, 단체 등 개별경제 단위에게 독자적 대외 무역의 권한을 부여하고 있다.
예를 들어 수출기지를 새로 조성하거나 첨단기술제품, 즉 마이크로프로세서나 소프트웨어, 데스크톱 컴퓨터, LED TV 등 많은 국제시장에서 경쟁력이 높은 제품을 개발하여판로를 개척한 무역회사에게는 특혜를 주도록 하고 있다.
일반 경제 단위가 국제시장에서 경쟁력이 있는 새로운 제품, 기술, 서비스 원천을 개발하였을 경우 무역거래 자격을 특별 부여 받을 수 있도록 하였으며 전문 국영무역회사에 의한 독점체제를 무너뜨리고 무역의 주체를 확대하면서 일정한 조건을 마련한 북한의 기관, 기업소, 협동조합은 모두 무역회사 설립을 신청할 수 있도록 하면서 북한 무역관리체제의 자율성을 높였다.
이로 인해 많은 무역회사들이 소프트웨어, 마이크로프로세서, 데스크톱 컴퓨터, LED TV 등 많은 수익성 높은 사업을 벌여 판촉행사를 벌이고 있다.

## 개건 현대화 과정[3]
김정일은 대성그룹의 수익금은 김정일의 통치자금 성격으로 알려져 있으며 공식적으로 당 자금으로 불리고 있으며 김정일은 99년 3월 김책제철련합기업소 등을 현지지도하면서 당자금을 풀겠다고 말한 바 있는데 이 때의 당자금이 바로 대성그룹 등에서 벌어들인 외화를 가리킨다.
이들 10개 회사는 각자 전담 품목이 다르며 조선대성제1회사는 금과 은, 보석과 광산물을, 조선대성제2회사는 니트와 블라우스 등 의류 제품을, 조선대성제5회사는 해삼과 성게 등 수산물을, 조선대성제7회사는 인삼 등 한약재를 수출하고 조선대성제3회사와 조선대성제6회사는 중계 무역을 한다. 
조선대성제10회사의 경우 특수 수입, 즉 김정일과 그의 가족이 사용할 물품 수입을 맡고 있는 것으로 알려져있으며 조선대성총회사는 매년 수출 계획을 10월 말에서 11월 초쯤 중앙당 제39호실을 통해 김정일에게 올려 김정일은 11월 말경 이에 대한 결론을 대성총국에 내려 보낸다. 
대개 수출 계획의 30%가량 증산하자고 결의하게 마련인 것으로 알려져있으며 대성총국의 수출목표는 노동당 경제와 인민경제의 분리원칙에 따라 국가의 수출지표에 잡히지 않아 외부에 드러나지 않는다고 밝혔다.

## 계열사
- 조선대성제1회사 - 금, 은, 보석 및 광산물 취급
- 조선대성제2회사 - 니트 및 블라우스 등 의류 제품
- 조선대성제3회사 - 와크 위탁 중계 무역 과정
- 조선대성제5회사 -  해삼, 멍게 등 수산물
- 조선대성제6회사 - 와크 위탁 중계 무역 과정
- 조선대성제7회사 - 인삼 및 한약재 무역 과정
- 조선대성제10회사 - 김정은 전용 물품 수출입 과정